# Campionati europei di short track 2024
I Campionati europei di short track 2024 sono stati la 27ª edizione della competizione organizzata dall'International Skating Union; si sono svolti dal 12 al 14 gennaio 2024 presso l'impianto del ghiaccio Hala Olivia di Danzica, in Polonia.

## Partecipanti
Hanno preso parte alle competizioni 96 pattinatori in rappresentanza di 24 nazioni.
- Austria (2)
- Belgio (6)
- Bosnia ed Erzegovina (1)
- Bulgaria (3)
- Croazia (4)
- Rep. Ceca (3)
- Francia (8)
- Germania (6)
- Gran Bretagna (3)

- Ungheria (9)
- Irlanda (1)
- Italia (9)
- Lettonia (2)
- Lituania (2)
- Lussemburgo (1)
- Paesi Bassi (9)
- Norvegia (3)
- Polonia (8)

- Slovenia (1)
- Svizzera (2)
- Slovacchia (3)
- Svezia (1)
- Turchia (4)
- Ucraina (5)

## Podi

### Uomini
| Evento                          | Oro                                                          | Tempo    | Argento                                                                      | Tempo    | Bronzo                                                               | Tempo    |
| 500 metri (dettagli)            | Pietro Sighel                                                | 41.428   | Teun Boer                                                                    | 41.512   | Stijn Desmet                                                         | 41.623   |
| 1000 metri (dettagli)           | Pietro Sighel                                                | 1:26.008 | Niall Treacy                                                                 | 1:26.111 | Stijn Desmet                                                         | 1:26.151 |
| 1500 metri (dettagli)           | Pietro Sighel                                                | 2:21.555 | Friso Emons                                                                  | 2:21.583 | Itzhak de Laat                                                       | 2:21.623 |
| Staffetta 5000 metri (dettagli) | Paesi Bassi Teun Boer Itzhak de Laat Friso Emons Kay Huisman | 7:24.370 | Belgio Stijn Desmet Adriaan Dewagtere Ward Pétré Warre Van Damme Enzo Proost | 7:24.393 | Polonia Łukasz Kuczyński Michał Niewiński Félix Pigeon Diané Sellier | 7:30.056 |

### Donne
| Evento                          | Oro                                                                            | Tempo    | Argento                                                                           | Tempo    | Bronzo                                                                 | Tempo    |
| 500 metri (dettagli)            | Xandra Velzeboer                                                               | 43.825   | Selma Poutsma                                                                     | 42.734   | Hanne Desmet                                                           | 42.825   |
| 1000 metri (dettagli)           | Hanne Desmet                                                                   | 1:33.675 | Selma Poutsma                                                                     | 1:34.293 | Xandra Velzeboer                                                       | 1:34.453 |
| 1500 metri (dettagli)           | Elisa Confortola                                                               | 2:45.511 | Gloria Ioriatti                                                                   | 2:45.514 | Rebeka Sziliczei-Német                                                 | 2:46.890 |
| Staffetta 3000 metri (dettagli) | Paesi Bassi Selma Poutsma Yara van Kerkhof Diede van Oorschot Xandra Velzeboer | 4:14.234 | Italia Chiara Betti Elisa Confortola Gloria Ioriatti Arianna Sighel Katia Filippi | 4:14.426 | Francia Bérénice Comby Gwendoline Daudet Aurélie Lévêque Cloé Ollivier | 4:18.934 |

### Misti
| Evento                          | Oro                                                                               | Tempo    | Argento                                                                                                  | Tempo    | Bronzo                                                                        | Tempo    |
| Staffetta 2000 metri (dettagli) | Paesi Bassi Teun Boer Kay Huisman Selma Poutsma Xandra Velzeboer Yara van Kerkhof | 2:41.376 | Polonia Nikola Mazur Michał Niewiński Diané Sellier Kamila Stormowska Łukasz Kuczyński Gabriela Topolska | 2:41.385 | Belgio Tineke den Dulk Hanne Desmet Stijn Desmet Adriaan Dewagtere Ward Pétré | 2:41.474 |

## Medagliere
| Pos.   | Nazione       | Oro | Argento | Bronzo | Totale |
| ------ | ------------- | --- | ------- | ------ | ------ |
| 1      | Paesi Bassi   | 4   | 4       | 2      | 10     |
| 2      | Italia        | 4   | 2       | 0      | 6      |
| 3      | Belgio        | 1   | 1       | 4      | 6      |
| 4      | Polonia       | 0   | 1       | 1      | 2      |
| 5      | Gran Bretagna | 0   | 1       | 0      | 1      |
| 6      | Francia       | 0   | 0       | 1      | 1      |
| 6      | Ungheria      | 0   | 0       | 1      | 1      |
| Totale | Totale        | 9   | 9       | 9      | 27     |